# Gerald Di Pego
Gerald Di Pego (* 1941) ist ein US-amerikanischer Roman- und Drehbuchautor.

## Leben
Di Pego absolvierte ein Studium an der Northern Illinois University und schloss dieses 1963 ab. Im Anschluss arbeitete er zunächst als Journalist, wandte sich dann aber dem kreativen Schreiben zu. Ab 1972 war er als Drehbuchautor tätig. Bis in die 1990er Jahre hinein war er vor allem an Fernsehproduktionen beteiligt.

## Filmografie (Auswahl)
- 1973: Eine Million fürs Feuer (Money to Burn)
- 1974: Zur Adoption freigegeben (The Stranger Who Looks Like Me)
- 1974: Wahnsinn – Der Tod hat nur einen Buchstaben (W)
- 1978: Was soll denn nur mit Vater werden (A Family Upside Down)
- 1981: Sharky und seine Profis (Sharky's Machine)
- 1989: Der unheimliche Hulk vor Gericht (The Trial of the Incredible Hulk)
- 1990: Der Tod des unheimlichen Hulk (The Death of the Incredible Hulk)
- 1990: Ein Wunsch geht in Erfüllung (A Mom For Christmas)
- 1991: Lethal Justice (Keeper of the City)
- 1995: Die kleinen Reiter (The little Riders)
- 1996: Phenomenon – Das Unmögliche wird wahr (Phenomenon)
- 1998: Tempting Fate
- 1999: Message in a Bottle – Der Beginn einer großen Liebe (Message in a Bottle)
- 1999: Instinkt (Instinct)
- 2001: Angel Eyes
- 2003: Phenomenon II – Ein wunderbares Genie (Phenomenon II)
- 2004: Die Vergessenen (The Forgotten)
- 2011: Little Murder
- 2013: Words & Pictures – In der Liebe und in der Kunst ist alles erlaubt (Words and Pictures)

## Romane
- 1979: Forest Things
- 1984: Shadow of the Beast